# Cnaeus Manlius Capitolinus Imperiosus
Cnaeus Manlius Capitolinus Imperiosus est un homme politique de la République romaine issu de la gens patricienne des Manlii. Il est consul en 359 et 357 av. J.-C. et censeur en 351 av. J.-C.

## Biographie
Cnaeus Manlius Capitolinus Imperiosus, dont le père portait le prénom Lucius selon les Fastes capitolins et dont le grand-père portait le prénom Aulus selon la même source, accède au consulat avec Marcus Popillius Laenas en 359 av. J.-C. Les deux consuls auraient repoussé ensemble un coup de main insignifiant des Tiburtins contre Rome.
Deux ans plus tard, en 357 av. J.-C., Manlius devient probablement consul pour la deuxième fois, mais l'assimilation du consul de 359 à celui de 357 av. J.-C. n'est pas totalement certaine. Son collègue de cette année est Caius Marcius Rutilus. Manlius mène une guerre contre les Falisques. C'est lors de son mandat qu'est promulguée la Lex Manlia.
Selon l'historien romain Tite-Live, un certain Cnaeus Manlius, correspondant apparemment au consul dont il est question ici, aurait été interrex en 356 av. J.-C., ce qui est douteux. En revanche, il est admis que Manlius est censeur en 351 av. J.-C. avec son collègue du consulat de 357 av. J.-C., Caius Marcius Rutilus, et qu'il est magister equitum (maître de cavalerie) du dictateur Lucius Furius Camillus en 345 av. J.-C.